# Шалан Омелян Андрійович
Омелян Андрійович Шалан (15 січня 1941, село Антонівка, тепер Теофіпольського району Хмельницької області — 20 жовтня 2016, селище Іванівка Іванівського району Одеської області) — український радянський діяч, 1-й секретар Іванівського райкому КПУ Одеської області, голова Іванівської районної ради. Член Ревізійної Комісії КПУ в 1986—1990 р.

## Біографія
Народився у родині селян. У 1958—1963 р. — студент Української сільськогосподарської академії, здобув спеціальність інженера-механіка.
У серпні 1963 — вересні 1964 р. — викладач спеціальних дисциплін Суворовського училища механізації сільського господарства Одеської області. У вересні 1964 — вересні 1965 р. — в Радянській армії. У вересні 1965 — лютому 1968 р. — викладач спеціальних дисциплін Суворовського спеціального професійно-технічного училища № 2 Одеської області.
Член КПРС.
У лютому 1968 — вересні 1973 р. — голова колгоспу імені Кірова Великомихайлівського району Одеської області. У вересні 1973 — жовтні 1976 р. — керівник Великомихайлівського районного об'єднання «Сільгосптехніка». У жовтні 1976 — вересні 1978 р. — секретар Великомихайлівського районного комітету КПУ Одеської області.
У вересні 1978 — липні 1980 р. — слухач Вищої партійної школи при ЦК КПУ. У липні — листопаді 1980 р. — інструктор відділу організаційно-партійної роботи Одеського обласного комітету КПУ.
У листопаді 1980 — березні 1983 р. — голова виконавчого комітету Іванівської районної ради народних депутатів Одеської області.
У березні 1983 — 1991 р. — 1-й секретар Іванівського районного комітету КПУ Одеської області.
У березні 1990 — 2002 р. — голова Іванівської районної ради Одеської області.
У липні 1995 — травні 1998 р. — голова Іванівської районної державної адміністрації Одеської області.
З 2002 року — на пенсії в селищі Іванівці Одеської області.

## Нагороди
- орден Знак Пошани (1973)
- медалі